# Pignon (architecture)
Pour les articles homonymes, voir Pignon.

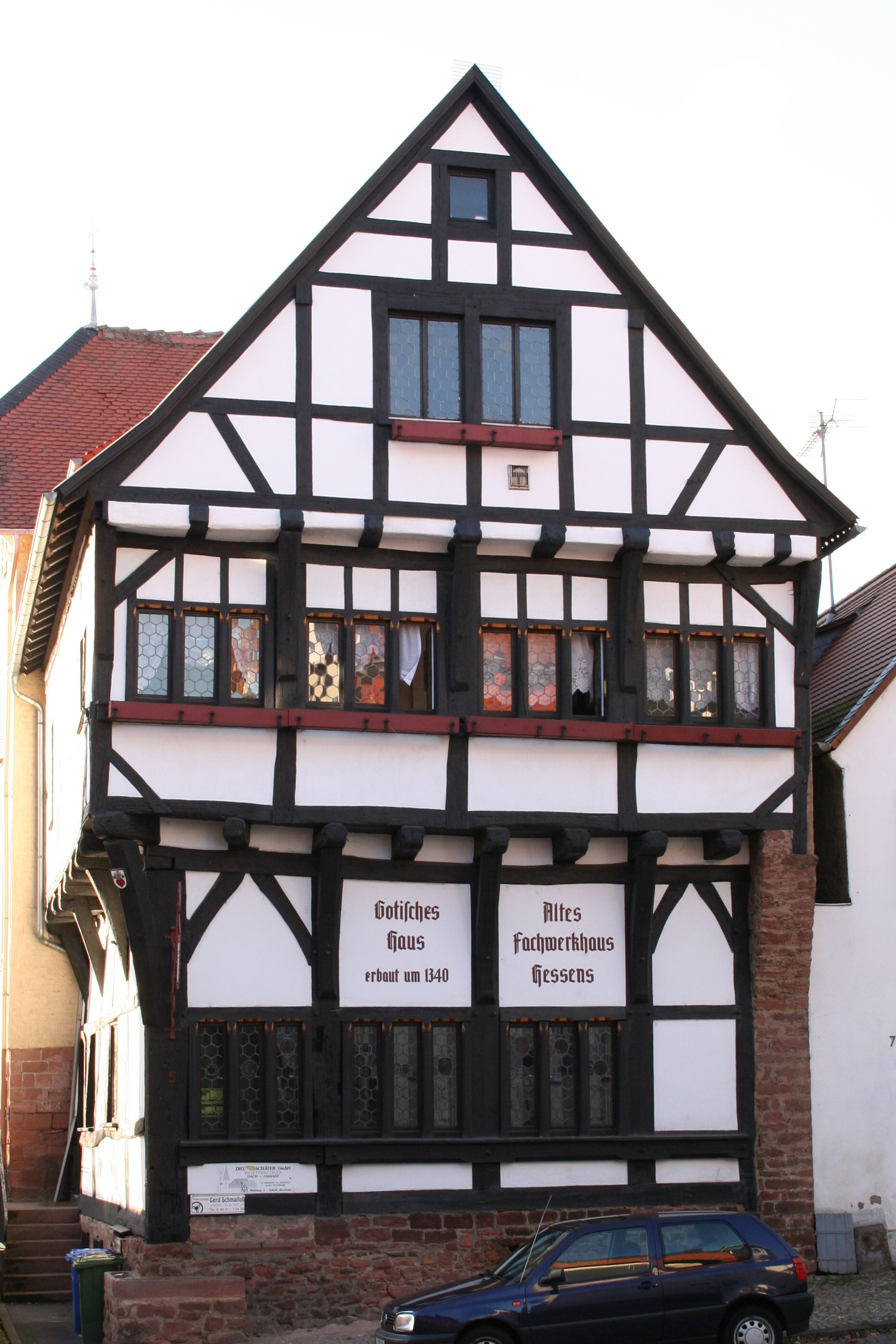
Le pignon d'une maison en Allemagne.

Le pignon est la partie supérieure triangulaire ou non du mur d'un bâtiment servant à donner des versants à un toit.

## Définition

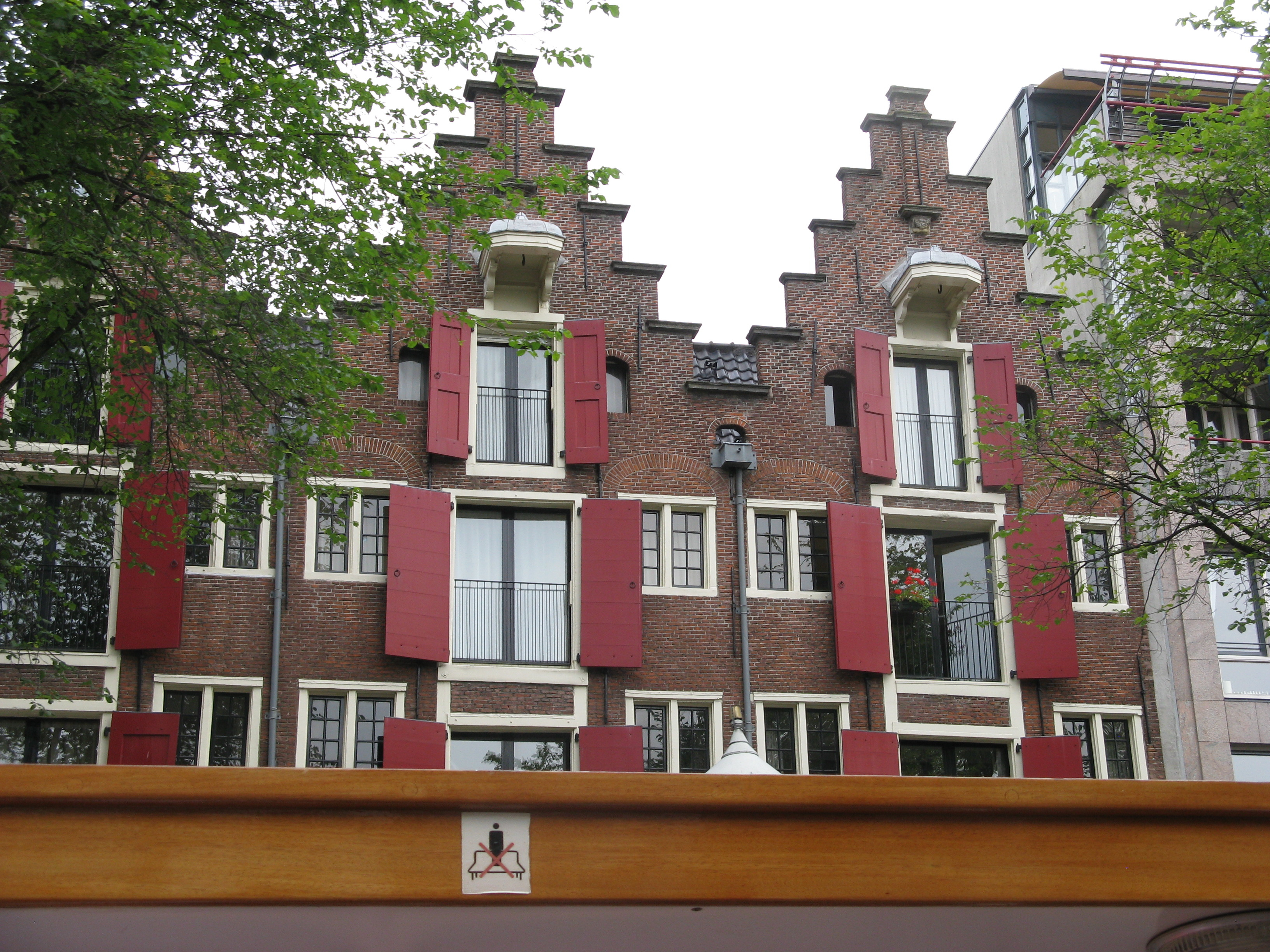
Pignon d'une maison à Amsterdam, permettant, au XVIIe siècle, de décharger les marchandises arrivant par les canaux.

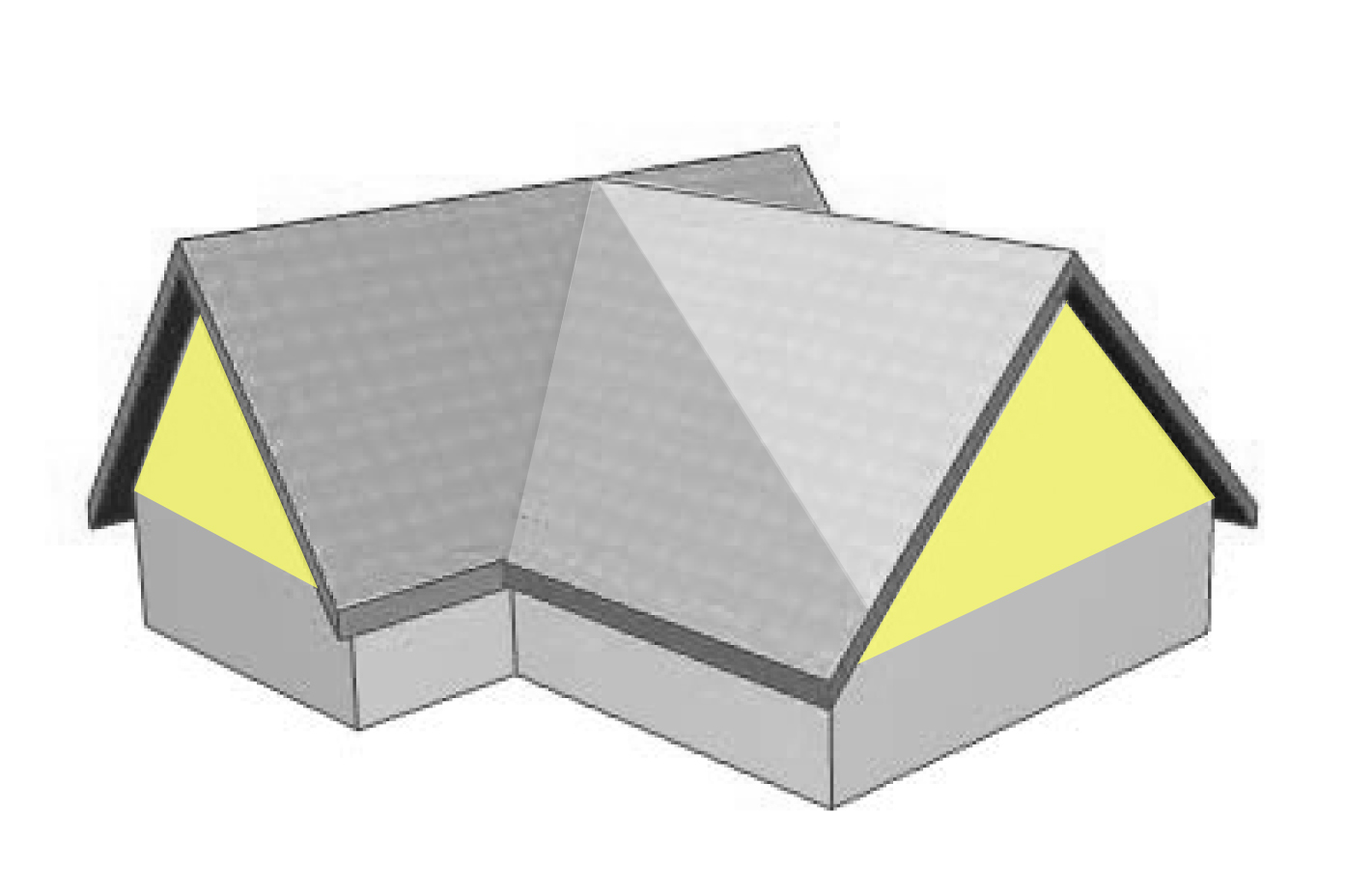
Pignons (représentés en jaune).

Le pignon reçoit la plus simple des charpentes : les poutres horizontales, les pannes, qui supportent les poutres de plus faible section posées dans la ligne de pente, les chevrons.
Le pignon peut se terminer légèrement au-dessus du toit, qu'il soit en façade, ou qu'il soit à l'intérieur de la bâtisse comme sommet d'un mur de refend porteur, et être non couvert.  
Le pignon non couvert peut être à redents : l'arase (sommet de mur) forme des marches qui sont un élément du style de façade et parfois un passage par l'extérieur à une flèche.
Le pignon peut aussi être couvert par le toit débordant et avoir une demi-croupe (pan coupé au niveau du faîtage, biseautage des extrémités en haut des deux versants) dans le cas d'un fort débord.

### La pointe de pignon
À l’origine, le pignon ne désignait que la partie de mur triangulaire délimitée par les toitures, dite pointe de pignon.

### Le mur pignon
Le mur extérieur qui comporte le pignon est appelé « mur pignon » en opposition au « mur gouttereau » qui supporte le chéneau ou la gouttière qui aboutissait généralement au réservoir d'eau en arrière de bâtisse pour usage domestique et pour le jardin. Les contours triangulaires du pignon épousent la forme des pentes d'un comble.
Un pignon contre lequel s’appuient des conduits de fumée, au-dessus des toits, est un pignon-dosseret. Un pignon aveugle n’a pas d'ouverture.
Le mur pignon a constitué le support favori des cheminées, caractéristique qui est restée avec cette maisonnette typique en Bretagne, le penty. Les fenêtres devant être opposées à l'âtre, ces murs pignons à cheminée étant sans ouvertures sont souvent tournés contre les vents et pluies dominants.
Le chalet a une architecture qui montre une continuité dans l'utilisation du pignon support des poutres, la façade principale est en pignon et peut être plus large que la façade latérale.
Il en est de même de l'architecture des ateliers construits au XIXe siècle dont les murs les plus longs sont à sommet en « dents de scie » et supportent les toitures sheds.
Au début, les implantations de maisons étaient assez chaotiques avec un jardinet soit devant, soit derrière. Puis l'habitude s'installa d'aligner les pignons et les jardinets furent tous renvoyés à l'arrière des maisons. D'où l'expression « avoir pignon sur rue » qui ensuite traduisit le fait d'être tout simplement propriétaire.
En France, il était autrefois d'usage de bâtir le mur pignon en façade sur la rue, permettant ainsi aux charpentes d'être accolées les unes aux autres. À l'époque médiévale, les règles d'urbanisme étaient variables d'une ville à l'autre mais les incendies incitent certaines d'entre elles à imposer de recouvrir les pignons réalisés en pans de bois de plâtre, ou de reconstruire les maisons en pierre. À la Renaissance, il était déjà prescrit de ne plus mettre les pignons sur rue. Cette pratique fut interdite à Paris au XVIe siècle, interdiction confirmée par ordonnance du bureau des finances du 18 août 1667 qui prohibait les pignons sur rue (« Faisons défense aux propriétaires de faire aucune pointe de pignon, forme ronde ou carrée ») et imposait de plâtrer les pans de bois apparents sur rue « tant en dedans qu'en dehors ». Cette mesure faisait suite à l'incendie qui détruisit Londres en septembre 1666. En effet, le feu s'était propagé facilement en passant par les charpentes.
Dans l'acception moderne, le mur pignon souvent situé comme mur mitoyen dans les villes en opposition au « mur de façade principale » dans la rue, est devenu le « mur ne comportant pas l'entrée ». Mais il peut alors être le support d'une toiture terrasse et ne pas avoir de sommet triangulaire, avoir une gouttière s'il est sous une croupe et avoir des fenêtres s'il n'est pas en vis-à-vis.

## Pignon ornemental

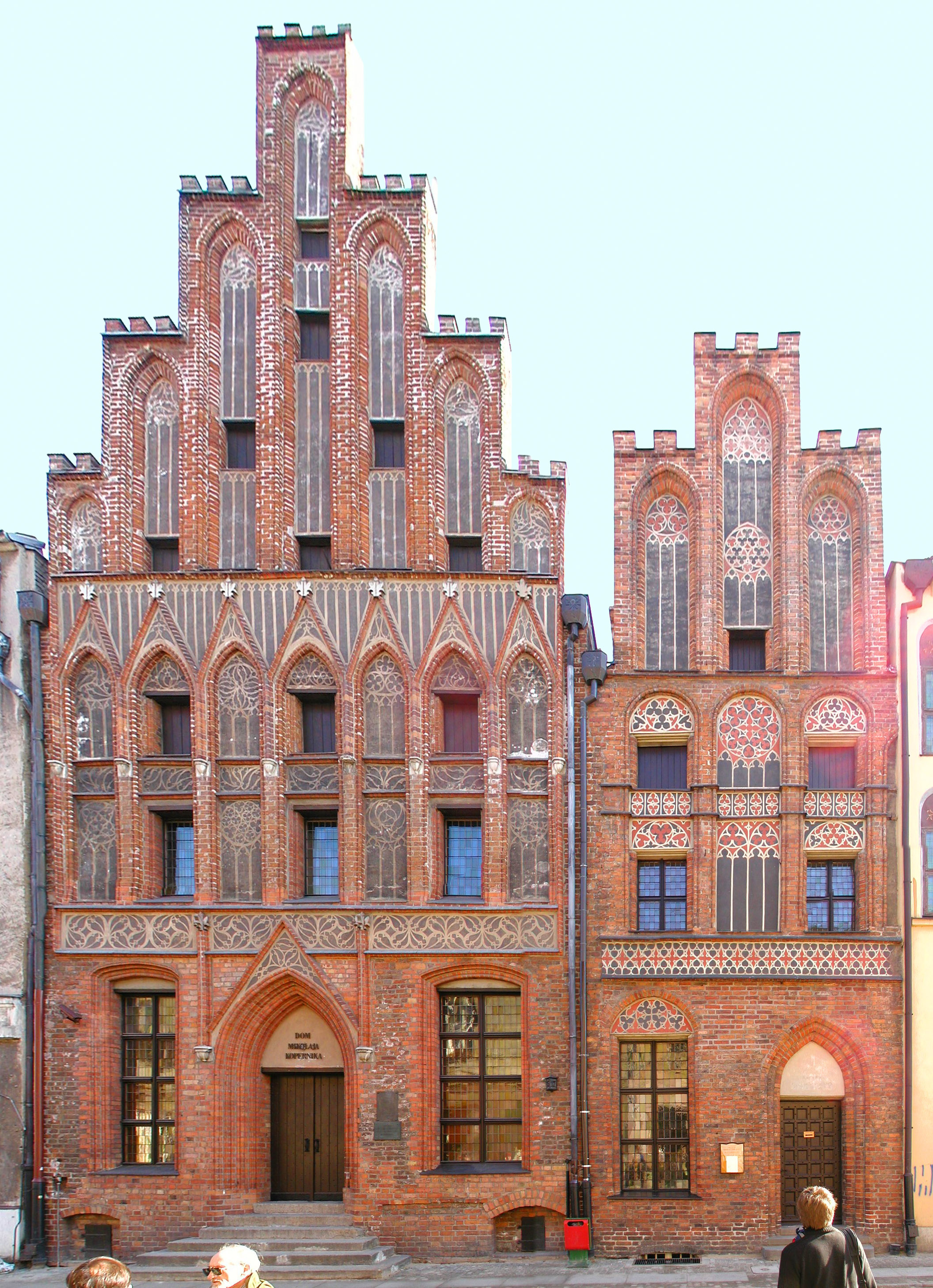
Pignon à échelons de la maison de Copernic à Toruń (Thorn).

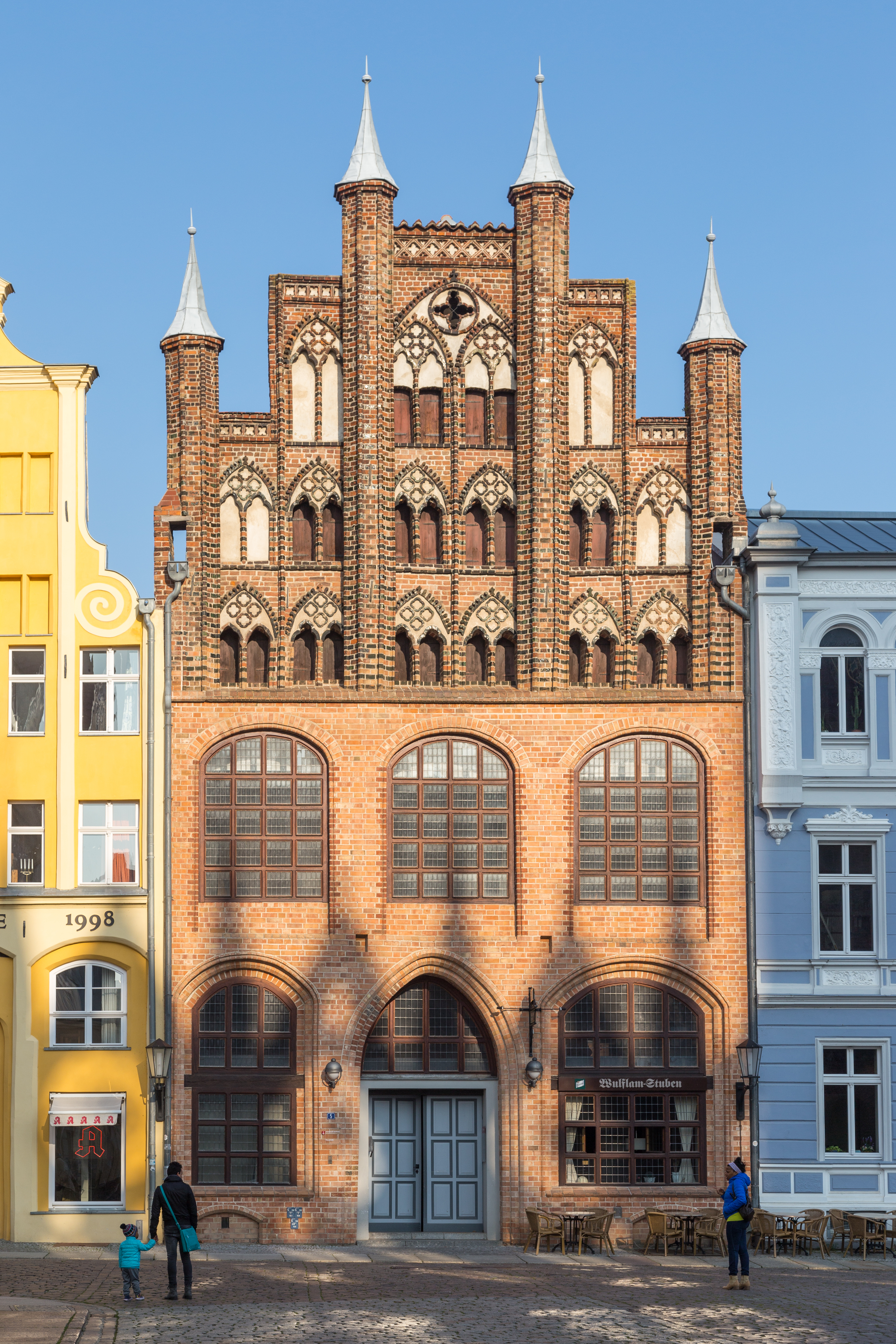
Pignon de la Maison Wulflam à Stralsund, construite dans les années 1350.

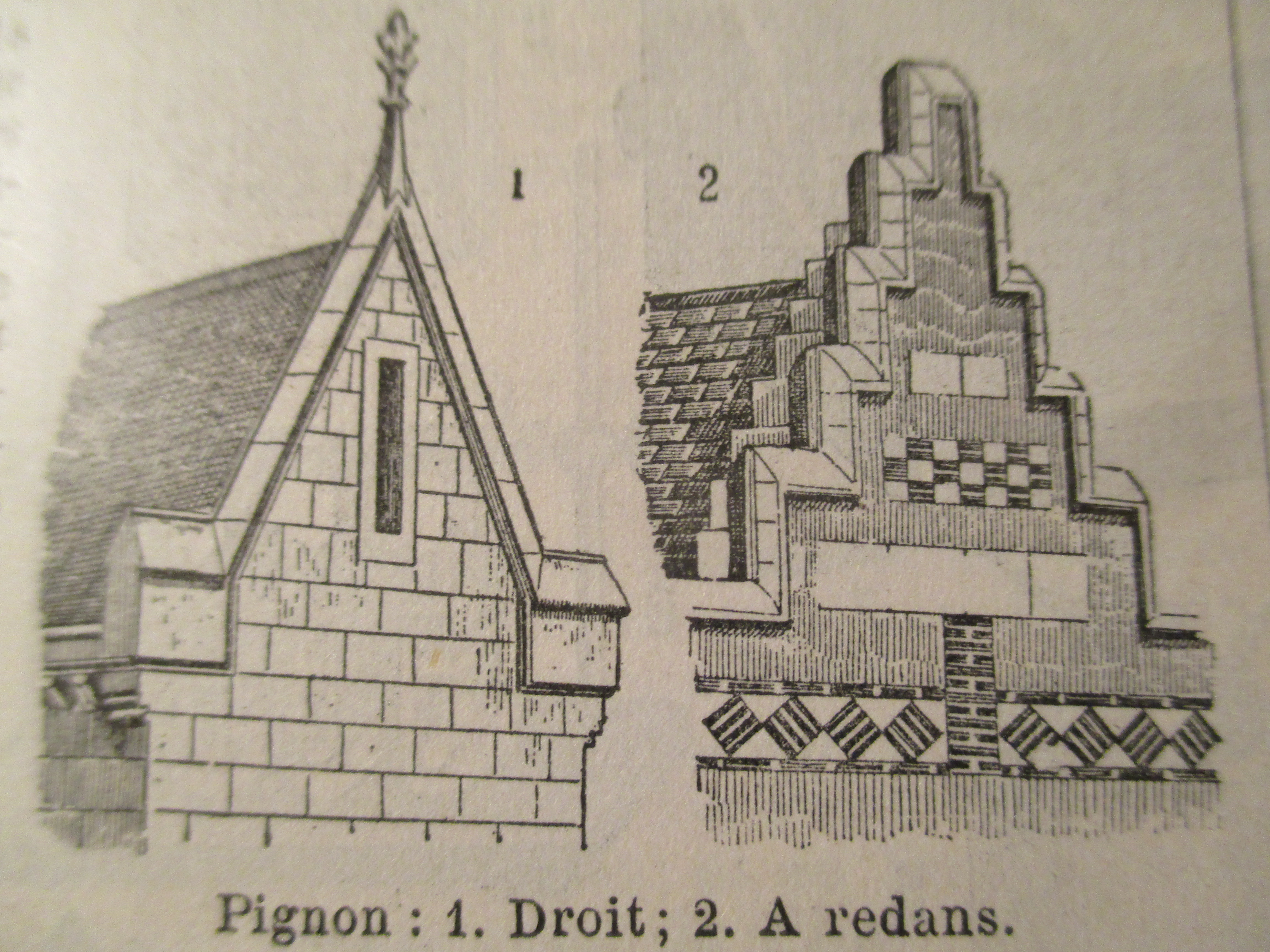
Types de pignons.

On remarque plusieurs styles de pignons dans les architectures d'Europe du Nord, en particulier une variété du pignon à redents (ou pas de moineau), le pignon à gradins (Staffelgiebel ou Stufengiebel en allemand), fréquent dans l'architecture gothique de briques et dans les édifices de l'époque Renaissance dans l'architecture néerlandaise, flamande et allemande, le pignon à volutes (Volutengiebel), typique des architectures Renaissance et baroque.
Le fronton brisé qui peut recouvrir tout un pignon se trouve dans l'architecture antique gréco-romaine, repris par l'architecture baroque et historiciste.